# Wessel Nijman
Wessel Nijman (Uitgeest, 26 juni 2000) is een Nederlandse darter.

## Carrière

### WDF
In 2017 vormde Nijman samen met Levy Frauenfelder, Justin van Tergouw en Marvin van Velzen het Nederlandse team op de WDF Europe Youth Cup in het Zweedse Malmö. Zij wonnen de onderdelen teams en overall. Datzelfde jaar was Nijman ook aanwezig op de WDF World Youth Cup in het Japanse Kobe. Samen met Justin van Tergouw won hij het onderdeel pairs. Het Nederlandse team, waarvan Nijman deel uitmaakte, zegevierde eveneens op het onderdeel overall. Bij de individuele wedstrijden werd Nijman tweede.

### Start bij PDC
Nijman won zijn eerste titel op de Development Tour, het jeugdcircuit van de PDC, in 2018. Dit deed hij door Bradley Brooks met 5-4 te verslaan in de finale. Zijn debuut op de Euro Tour volgde tijdens het Czech Darts Open in 2019. In de eerste ronde werd Nijman met 6-0 verslagen door Corey Cadby. De Nederlander kwalificeerde zich dat jaar ook voor de Gibraltar Darts Trophy, waarop hij met 6-5 wist te winnen van Darren Webster. In de tweede ronde verloor hij van Mensur Suljović. In 2020 volgde een tweede winst op de Development Tour. Ditmaal versloeg hij met 5-3 Martin Schindler in de finale.

### Schorsing
In 2020 werd Nijman betrapt op matchfixing. Op 14 mei deed hij mee aan het online toernooi Modus Icons of Darts League. Zijn wedstrijd tegen David Evans verloor hij met 4-0. De International Betting Integrity Association meldde aan de Darts Regulation Authority dat er veel geld was ingezet op die uitkomst. De Noord-Hollander gaf daarop meteen toe dat hij met opzet verloor. Nijman keek in eerste instantie aan tegen een schorsing van vijf jaar, maar omdat hij andere spelers zou gaan informeren over zijn ervaringen en hulp aanbood bij anti-corruptie-initiatieven, werd zijn straf verkort tot tweeënhalf jaar. De schorsing ging in op 18 augustus 2020. Sinds februari 2023 mag Nijman weer deelnemen aan wedstrijden van de officiële dartsbonden.

### Terugkeer
Bij zijn terugkeer op het circuit van de Nederlandse Darts Bond won Nijman meteen het Open Rivierenland in Wijchen. Onderweg naar de finale liet hij twee gemiddeldes van meer dan honderd noteren. In maart 2023 tekende hij een contract bij Mission Darts.
Op 28 april 2023 won Nijman Development Tour 6. Na overwinningen op onder meer Rusty-Jake Rodriguez, Luke Littler en Owen Roelofs, ging hij met 5-3 langs Nathan Girvan in de finale. Op 9 juni won hij ook Development Tour 12, waarbij hij Dylan Slevin versloeg in de finale. Een dag later behaalde hij ook de finale van Development Tour 13, waarin Gian van Veen nipt te sterk was. Op 16 juli stond hij in de finale van Development Tour 19 opnieuw tegenover Van Veen. Ditmaal wist Nijman hem met een uitslag van 5-3 wel te verslaan.

### 2024
In mei 2024 won Nijman Development Tour 8, waarbij hij met een gemiddelde van 113,03 in de finale voorbijging aan Niko Springer. De Duitser passeerde hij een maand later ook in de finale van Development Tour 13. Weer een maand later versloeg hij in de finale van Development Tour 16 de Engelse Tavis Dudeney.
Diezelfde dag won Nijman ook Development Tour 17, waarbij hij opnieuw langs Niko Springer ging. De Duitser haalde zijn gram een dag later, toen hij Nijman klopte in de finale van Development Tour 18. Op dezelfde dag haalde Nijman ook de finale van Development Tour 19, waarin hij won van Jack Male.
Op Players Championship 15, dat plaatsvond op 31 juli 2024, haalde Nijman zijn eerste finale op een Players Championship. Dit deed hij door achtereenvolgend Christian Kist, Gian van Veen, Graham Hall, Darren Beveridge, Gary Anderson en Damon Heta te passeren. In vier van deze wedstrijden gooide hij meer dan honderd gemiddeld. Luke Littler was zijn tegenstander in de finale. De Engelsman won de ontmoeting met een uitslag van 8-6. Op 1 oktober 2024 haalde Nijman ook de finale van Players Championship 24. Dit lukte hem door langs Radosław Szagański, Mervyn King, Ryan Searle, José de Sousa, Krzysztof Ratajski en Gary Anderson te gaan. Hij nam het in de finale op tegen Stephen Bunting. Nijman versloeg de Engelsman met een uitslag van 8-5 voor de titel. Later die maand, op 12 oktober, won Nijman zowel Development Tour 21 als Development Tour 22. In beide finales versloeg hij Nathan Rafferty.
Op het PDC World Youth Championship won Nijman in de groepsfase alle drie zijn partijen met een gemiddelde van minstens honderd. Daarna versloeg hij Daniel Outwin en Sebastian Białecki voor een plek in de kwartfinale, waarin Dylan Slevin te sterk was.
Op de Grand Slam of Darts wist Nijman ondanks gemiddelden van 106,51, 105,39 en 111,10 geen van zijn partijen in de groepsronde te winnen. Hij verbrak met zijn gecombineerde groepsfasegemiddelde van 107,70 wel het groepsfaserecord van Phil Taylor, die in 2014 een gecombineerd wedstrijdgemiddelde van 107,12 had in de groepsfase. Gian van Veen ging met een gecombineerde groepsfasegemiddelde van 108,89 nog voorbij aan Nijman. Het gemiddelde van 111,10 in Nijmans partij tegen Van Veen was op dat moment het hoogste moyenne van een verliezer op de Grand Slam. Daarnaast had voor het eerst op de Grand Slam of Darts een groep een gezamenlijk gemiddelde van meer dan honderd. De twaalf gemiddeldes die Nijman, Stephen Bunting, Gian van Veen en Josh Rock in hun zes groepswedstrijden gooiden, vormden een groepsgemiddelde van 105,66.

### 2025
Nijman gooide een 9-darter op Players Championship 13.
In juli debuteerde hij op de World Matchplay. In de eerste ronde won hij van oud-winnaar Nathan Aspinall, maar in de tweede ronde was James Wade, ook oud-winnaar, te sterk.

## Resultaten op Wereldkampioenschappen

### PDC World Youth Championship
- 2018: Groepsfase (verloren van Sean Coohill met 4-5, verloren van Thomas Lovely met 3-5)
- 2019: Laatste 32 (verloren van Henk Snijder met 3-6)
- 2023: Halve finale (verloren van Gian van Veen met 5-6)
- 2024: Kwartfinale (verloren van Dylan Slevin met 5-6)

### PDC
- 2024: Laatste 96 (verloren van Steve Beaton met 1-3)
- 2025: Laatste 64 (verloren van Joe Cullen met 0-3)

## Resultaten op de World Matchplay
- 2025: Laatste 16 (verloren van James Wade met 5-11)